# ستيوارت سايمينغتون
ستيوارت سايمينغتون (بالإنجليزية: Stuart Symington)‏ (و. 1901 – 1988 م) هو سياسي من الولايات المتحدة الأمريكية . ولد في أميرست، ماساتشوستس . تولى منصب عضو مجلس الشيوخ الأمريكي .
وهو عضو في الحزب الديمقراطي الأمريكي .
توفي في نيو كانان .

## التعليم
تعلم في جامعة ييل.

## روابط خارجية
- ستيوارت سايمينغتون على موقع الموسوعة البريطانية (الإنجليزية)
- ستيوارت سايمينغتون على موقع مونزينجر (الألمانية)
- ستيوارت سايمينغتون على موقع إن إن دي بي (الإنجليزية)